# لارس-کریستوفر ویلسویک
لارس-کریستوفر ویلسویک (انگلیسی: Lars-Christopher Vilsvik؛ زادهٔ ۱۸ اکتبر ۱۹۸۸) بازیکن فوتبال اهل آلمان است.
از باشگاه‌هایی که در آن بازی کرده‌است می‌توان به باشگاه فوتبال استرومسگودست اشاره کرد.
وی همچنین در تیم ملی فوتبال نروژ بازی کرده‌است.